# 车板镇
车板镇，是中华人民共和国广东省湛江市廉江市下辖的一个乡镇级行政单位。

## 行政区划
车板镇下辖以下地区：
车板社区、大坝村、大贵庙村、荔枝江村、上埠村、龙眼根村、名教村、车板村、龙塘村、南垌村、旧埠村、多浪村、坡心村和龙头沙村。